# La borsa
La borsa (La Bourse) è una novella del romanziere francese Honoré de Balzac, quarta opera delle Scene di vita privata (Scènes de la vie privée), il primo dei vari cicli narrativi che compongono l'ambiziosa serie de La Comédie humaine.
Pubblicata appunto nel ciclo delle Scene di vita privata dall'editore Mame-Delaunay nel 1832, per le edizioni successive dell'opera realizzate da Béchet nel 1835 e da Charpentier nel 1839, l'opera venne invece collocata nelle Scene di vita parigina (Scènes de la vie parisienne). L'opera fu tuttavia reinserita nelle Scènes de la vie privée quando Furne realizzò la quarta e ultima edizione nel 1842; questa versione della novella, pesantemente revisionata, compariva come terza opera del primo volume de La Comédie humaine.

## Trama

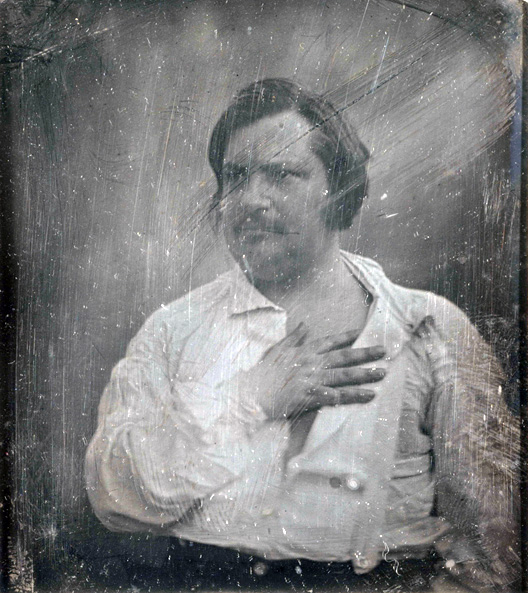
Honoré de Balzac

Il giovane pittore Hippolyte Schinner cade da una scala a pioli mentre lavora nel proprio atelier, e  perde conoscenza in seguito alla caduta. Il rumore della sua caduta allarma due dei suoi vicini, Adélaïde Leseigneur e sua madre Madame de Rouville, che occupano l'appartamento immediatamente sottostante. Le due donne fanno rinvenire il giovane, e fanno conoscenza con lui. Inevitabilmente, il giovane pittore si innamora di Adélaïde, e nelle settimane successive fa più volte visita al suo appartamento, dove è sempre accolto calorosamente, ma non può fare a meno di notare gli inequivocabili segni della povertà, che le due donne cercano faticosamente di nascondere. Hippolyte sospetta qualcosa: la madre e la figlia hanno cognomi differenti; si mostrano riluttanti a rivelare il proprio passato; e che dire dei due vecchi amici della madre, il Conte di Kergarouet e il Cavaliere di Halga, che le fanno regolarmente visita per giocare a carte per denaro, ma perdono costantemente le partite, volontariamente a quanto sembra?
Hippolyte scopre che l'ultimo marito di Madame de Rouville ra un capitano di nave morto a Batavia per le ferite ricevute durante una battaglia contro un vascello inglese. Il Conte di Kergarouet, evidentemente, è un ex-camerata del Barone de Rouville. Hippolyte si offre di realizzare un ritratto di Monsieur de Rouville, ispirandosi a uno schizzo sbiadito appeso nell'appartamento. Due mesi dopo, quando il ritratto terminato viene appeso nell'appartamento di Madame de Rouville, il Conte di Kergarouet offre a Hippolyte 500 pistole per farsi fare il proprio ritratto in uno stile simile. Hippolyte, dal canto suo, sospetta che il vecchio stia cercando di pagargli entrambi i ritratti sostenendo di pagare soltanto per il proprio, e rifiuta l'offerta.
Nonostante i suoi sospetti sul misterioso e forse deplorevole stile di vita che le due donne conducono, Hippolyte continua a far loro visita, poiché è profondamente innamorato di Adélaïde. Un giorno, nel lasciare l'appartamento, si accorge di aver dimenticato il borsello; ma quando ritorna e chiede di esso, Adélaïde insiste spavaldamente nel sostenere che nessun borsello come questo è rimasto nel loro appartamento. Il giovane sospetta di essere stato derubato dalle donne, e cessa di far loro visita, languendo tristemente nel proprio appartamento durante la settimana successiva. I suoi colleghi sembrano confermare i suoi peggiori sospetti – che Adélaïde sia una prostituta e Madame de Rouville la sua ruffiana. Anche sua madre nota quanto il giovane sia giù di corda.
Tuttavia, un incontro casuale sulle scale all'esterno dell'appartamento di Adélaïde asta a Hippolyte per sbarazzarsi di tutti i suoi sospetti. Decide di aver sbagliato a ignorare i palpiti del suo cuore, e quella sera fa visita alle due donne. Madame de Rouville suggerisce una partita. Hippolyte perde, e quando mette la mano in tasca per prendere il denaro, trova dietro di sé un borsello che Adélaïde ha messo senza che lui se ne accorga: "la povera bambina teneva quello vecchio nella mano, e, per mantenere la compostezza del viso, vi guardava dentro cercando i soldi per pagare la madre. Il sangue corse al cuore di Hippolyte con tanta forza che egli stava quasi per venir meno. Il nuovo borsello, sostituito al suo, e contenente i suoi quindici Luigi d'oro, era decorato con perline dorate. Gli anelli e le nappe dimostravano il buon gusto di Adélaïde, e senza dubbio ella aveva speso tutti i suoi pochi risparmi nel decorare quel grazioso  capolavoro. Era impossibile fare intendere con maggior delicatezza che il dono del pittore poteva essere ripagato solo da una dimostrazione di affetto." All'istante, Hipployte chiede la mano di Adélaïde.
Nel frattempo la madre di Hippolyte, essendosi informata delle condizioni del figlio e avendo saputo dell'intera storia, informa il Conte di Kergarouet delle cattive voci sul conto delle due donne. Oltraggiato, il conte spiega a Madame Schinner che egli perde intenzionalmente a carte contro Madame de Rouville perché l'orgoglio della Baronessa gli lascia solamente questo ingegnoso sistema per poter assistere lei e sua figlia nella loro povertà.
Il Conte di Kergarouet e Madame Schinner fanno visita a Madame de Rouville, e arrivano giusto in tempo per dare la loro benedizione al fidanzamento dei giovani innamorati.

## Balzac e l'arte

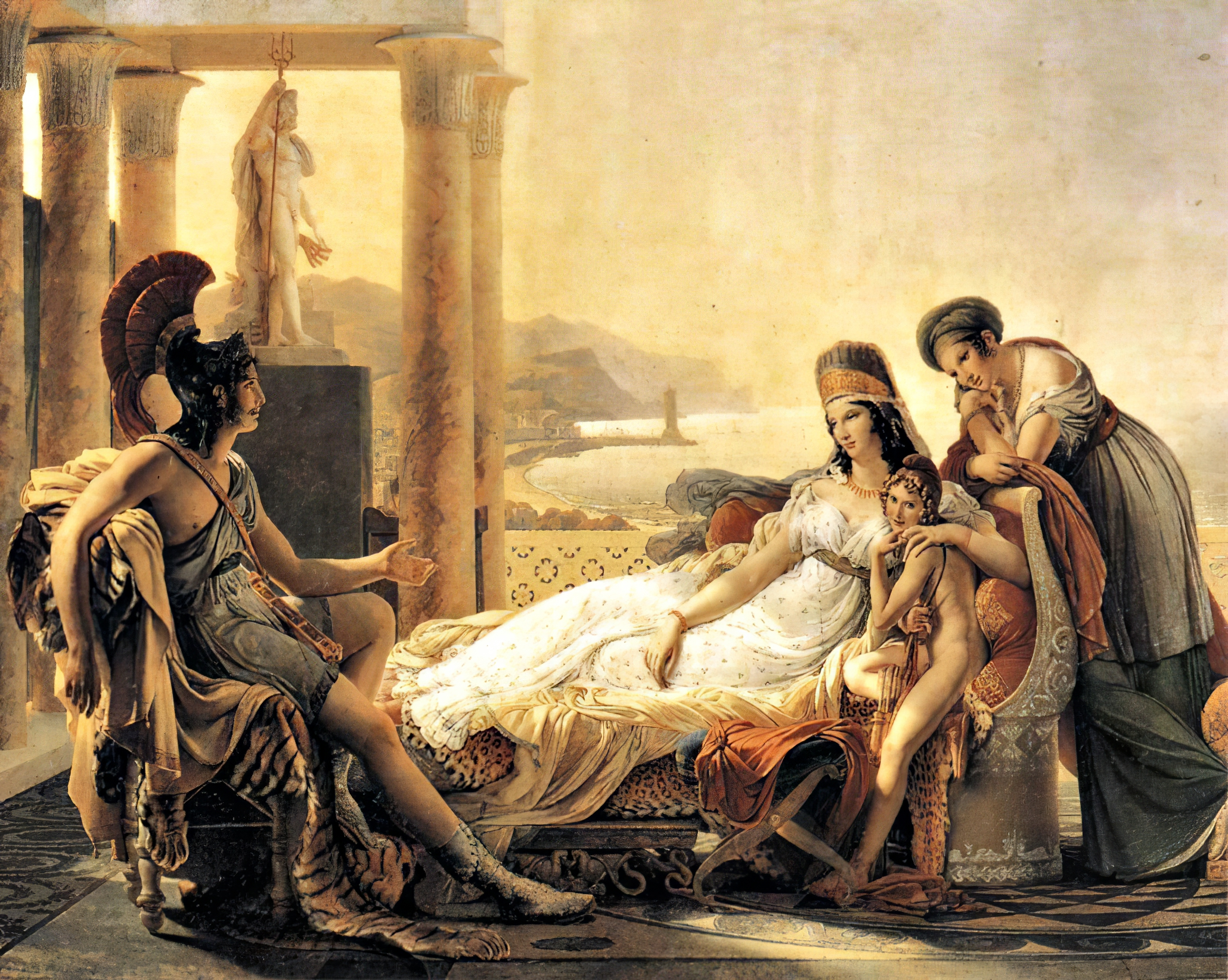
Enea descrive a Didone la caduta di Troia, di Pierre-Narcisse Guérin (1815)

Ne La Bourse, Balzac tratta una varietà di tematiche che avrebbe approfondito molto dettagliatamente nel corso dell'intera Comédie humaine: le arti, la creazione in tutte le sue forme, così come le gioie e i dolori che essa causa. Grande ammiratore di Eugène Delacroix, che avrebbe poi usato come modello per il personaggio di Joseph Bridau (pittore che compare in Casa di scapolo, Incomincia una vita e La Bourse), Balzac rappresenta l'atto della creazione artistica da ogni punto di vista: il pittore innovativo e incompreso (il brillante Frenhorfer ne Il capolavoro sconosciuto); il pittore novizio che ottiene un pubblico riconoscimento (Joseph Bridau); l'uomo ricco che si diletta di arte (Pierre Grassou, che spreca il suo talento nel produrre copie dei grandi maestri).
Balzac raramente si fa sfuggire l'opportunità di corredare i suoi romanzi con riferimenti a quadri famosi, e La Bourse non fa eccezione: " Adelaide venne dietro la poltrona dell'anziano gentiluomo e appoggiò i gomiti sulla schiena, inconsciamente imitando la posa data alla sorella di Didone da Guérin nel suo famoso quadro."
In generale, ne La Comédie Humaine Balzac dimostra di saper trattare tutte quelle arti a lui care, come per esempio la scultura e la musica, dimostrando una meticolosità e una precisione tali da stupire tuttora gli esperti.
Balzac è un grande narratore di storie. La Bourse è una favola sottile in cui un artista - uno che, per definizione, è versato nell'arte dell'osservazione - deve cercare di dare un senso ai segnali contrastanti che ricava dall'appartamento di Madame de Rouville, come se stesse cercando di decifrare un'opera d'arte. In quest'opera Balzac ritrae anche una categoria sociale cui fa riferimento spesso nel corso de La Comédie humaine: le vittime dimenticate di Napoleone. Sebbene sia considerata un'opera minore, La Bourse rappresenta il mondo della pittura in un modo piuttosto inaspettato. Inoltre, quest'opera fa luce su altre opere con tematica simile, e sulla comprensione dell'arte da parte di Balzac. Come tale, essa costituisce una pietra importante dell'edificio de La Comédie humaine.